# 二上山 (富山県)
二上山（ふたがみやま）は、富山県の高岡市と氷見市に跨がる標高274mの山。二上丘陵の主峰。

## 概要
雨晴海岸などの近隣の景勝地とともに、能登半島国定公園を形成する。
かつて山麓に射水神社があったが、明治のはじめに現在の高岡城址へ移された。跡地には二上射水神社がある。
「二上山」の名は、現在の二上山（東峰）と西隣の城山（西峰）を2柱の神に見立て、「二神山」と呼んだのが語源であるとする説がある。
正式な読み方は「ふたがみやま」だが、地元富山県内では、親しみを込めて「ふたがみさん」とも呼ばれている。

## 地理
高岡市の中心市街地から5kmほど北方に位置する。西側に城山、東側に鉢伏山、北側に大師ヶ岳がある。
二上山を中心に二上丘陵と西山丘陵が連なり、高岡-氷見市境から小矢部市にかけて山々が連なっている。
二上山の地質は殆どが砂岩と泥岩からなり、ゆっくり山体が隆起していったことでなだらかなドーム構造をしている。
山麓の神代地区では天然ガスを産出し、現在は温泉に利用されている（神代温泉）。

### 源流河川
- 泉川 - 海老坂峠を通り島尾海岸に流れる。平成20年に堤防が決壊するなど氾濫の多い河川[3]。中流は海老坂峠の断層谷で交通の要衝。
- 渋谷川（古池谷） - 雨晴海岸に流れる。渋谷は万葉集にも載る古い地名で中流に当歌の歌碑がある。上流に万葉時代から湧き続けている古池谷の湧水があり、安政4年にはその鉱泉を沸かした太田の湯が開湯した（現在は休業）。
- 紅葉谷 - 伏木国分地内。紅葉姫の伝説で雨晴を越える際にこの深い谷にて力尽きたと伝えられる所で、その名に因んで紅葉谷と名付けられている[4]。戦後には廃棄場となりかつてと様相が大きく改変された[5]。
- 加古川 - 国分浜に流れる河川。二上山近辺では渋谷川に次いで大きな谷を形成している。
- 守山川 - 守山で小矢部川と合流する川。泉川と同じく海老坂峠の断層谷を流れる。

## 自然
ヌルデ、モミジ、サクラ、コナラ、クヌギ、ホオノキ、マンサク、アカシデなどの二次林としての落葉広葉樹が広く見られ晩秋には一帯が紅葉する。社寺林などに残る原生植生は暖温性のカシ類と冷温性のブナが混生する全国的に見ても特異な植生。

### 二上山の低地型ブナ
二上山の日吉社にある社寺林は標高270mと低標高にもかかわらずブナが自生する。このブナ群集は暖地性樹木のアカガシと混生するなど山地帯のブナ林と異なる特徴を持つことから低地型ブナ林と区別して呼ばれており、二上山の他には富山県の宇奈月町内山、倶利伽羅峠のみで見られる珍しいものである。

## 観光

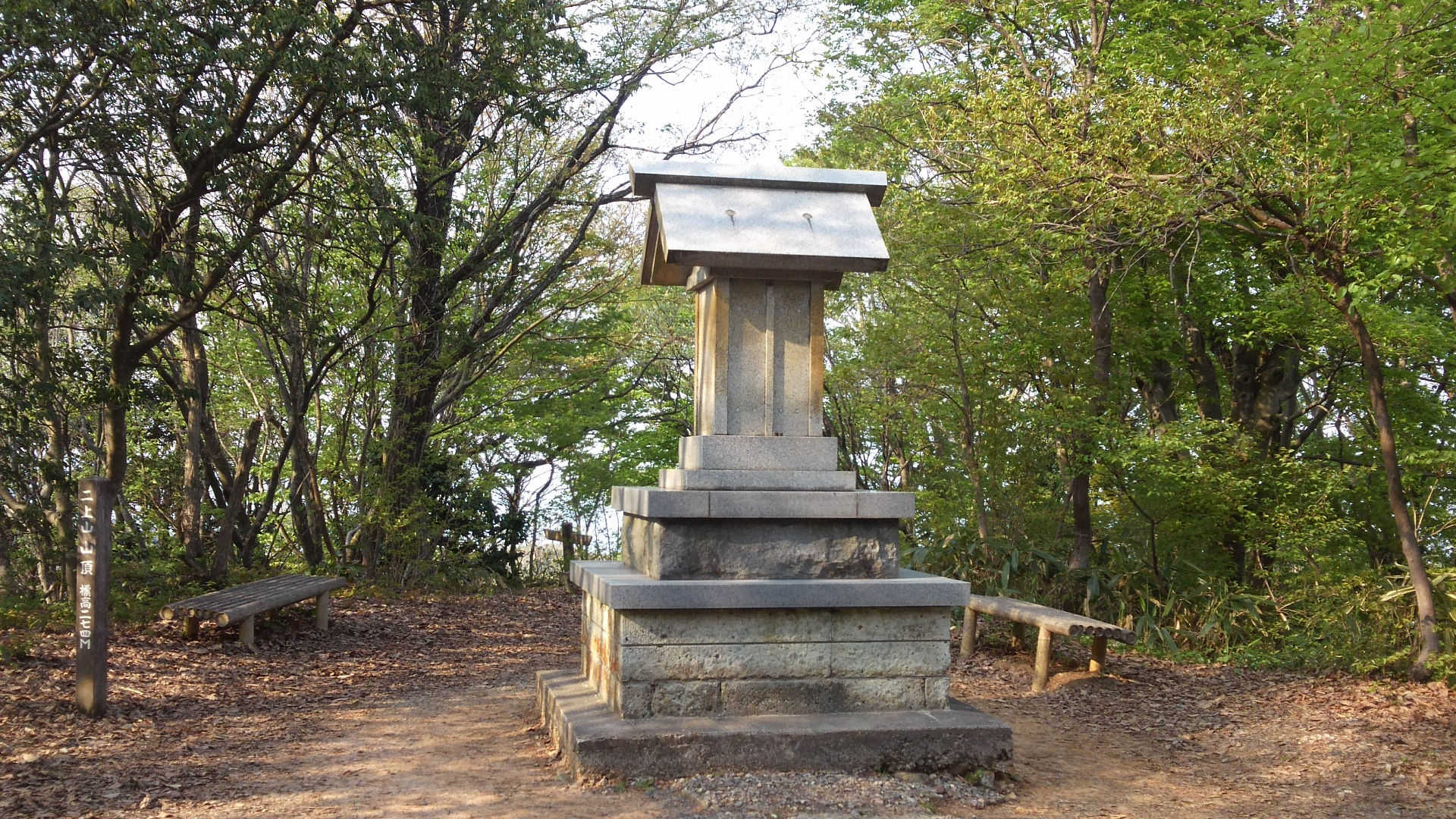
二上山の頂上に立つ祠が「日吉社」。通称「奥の御前」

二上山からは高岡市と射水市が一望できるほか、立山連峰や富山湾なども眺望することができるため、高岡市を代表する観光地となっている。
二上山万葉ラインという全長約8.5km（1966年完成）のドライブコースが整備されている。ただし、冬季は積雪や凍結のために閉鎖される。
二上山の山頂へは、二上山万葉ライン沿いの御前下駐車場から遊歩道を登って行くことができる。
山頂に、越中総鎮守一宮射水神社の摂社「日吉社」（ひえしゃ、通称「奥の御前」）、二上山万葉植物園に同じく射水神社の摂社「悪王子社」（あくおうじしゃ、通称「前の御前」）、山麓の二上団地（山園町）にも同じく射水神社の摂社「院内社」がある。
山中には、1969年5月23日に設置された『平和の鐘』がある。重量11 tの大梵鐘で、自由につける鐘としては国内最大級の大きさである。

### 登山コース
- 二上射水神社コース
- キャンプ場コース
- 万葉ラインコース
- 城光寺古墳群コース
- 城光寺の滝コース
- 摩頂山コース

## 歌枕
二上山は歌枕としても知られている。
歌人の大伴家持は、越中国司として現在の高岡市伏木に赴任したとき、二上山を題材にした歌を詠んでいる。これを記念し、日吉社の登り口の御前下駐車場の向かいに大伴家持の銅像が建てられている。この銅像は以前は御前下駐車場から少し下った二上山万葉植物園にあったが、1981年（昭和56年）頃に現在の場所に移設された（同時に高岡駅前広場にも新たに大伴家持の銅像が建立された）。

## 景勝地
- 雨晴海岸
- 城光寺の滝

落差8mの滝で、別名メイセンの滝(鳴仙・名千)と言う。滝壺のすぐ下流に甌穴が2、3個見られる。滝周辺に不動明王と地蔵菩薩の石仏が祀られており、第二次世界大戦前は年に一度の祭りがあった。
大正および昭和初期には主に新湊方面から舟で小矢部川を遡ってこの滝に打たれに来る人で賑わい、素麺やトコロテンを売る露店もあった。
ミヤマカタバミ、ホクリクネコノメ、ウワバミソウ、セキショウなどが見られ、登山道の対岸にスダジイの常緑樹林が見られる

- 国分の滝(加古川の滝)

鉢伏山の谷から流れ落ちる二上山系最大の滝で落差6m、幅4mである。滝壺にはスナヤツメが生息する。気多神社から大師ヶ岳方面に走っている林道白山線より行くことができる
- 与茂九郎池

二上山周辺で最大のため池で造られた年代は不明。モリアオガエルが多い。
昔、日照りに困った村人が戸隠神社の大明神の池まで雨乞いに出かけた時き、蛇の巻きつけた弁天様を譲り受け、池の守り神にしたという伝説がある

## 歴史
- 奈良時代 - 大伴家持が二上山を題材に歌を詠む。
- 1875年 - 山麓の射水神社が高岡城址に移転。
- 1966年4月22日 - 二上山万葉ライン完成[12]。
- 1968年 - 雨晴海岸などとともに能登半島国定公園に指定。
- 1970年12月18日 - 氷見市で空き巣に失敗した男が盗難車で逃走。二上山のトイレに猟銃を持って籠城したが、10時間後に逮捕[13]。
- 1981年 - 現在の場所に大伴家持像を建立。